# Мориц Казимир I (Бентхайм-Текленбург)
Мориц Казимир I фон Бентхайм-Текленбург (на немски: Moritz Casimir I von Bentheim-Tecklenburg; * 28 септември 1701 в дворец Хоенлимбург при Хаген; † 2 юни 1768 в Реда) от фамилията Бентхайм-Текленбург е граф на Текленбург и Лимбург и госодар на Реда (1710 – 1768).

## Произход и наследство
Той е единствен син на граф Фридрих Мориц фон Бентхайм-Текленбург (1653 – 1710) и втората му съпруга Кристина Мария фон Липе-Браке (1673 – 1732), дъщеря на граф Казимир фон Липе-Браке (1627 – 1700) и графиня Елизабет фон Сайн-Витгенщайн (1609 – 1641). Сестра му Йохана Луиза (1696 – 1735) е омъжена 1727 г. за граф Карл Вилхелм фон Сайн-Витгенщайн-Берлебург-Карлсбург (1693 – 1749).
Мориц Казимир I наследява баща си на 13 декември 1710 г. Той умира на 2 юни 1768 г. в Реда, на 66 години.

## Фамилия
Първи брак: на 5 септември 1727 г. в Меерхолц с графиня Албертина Хенриета фон Изенбург-Бюдинген-Меерхолц (* 4 юли 1703, Меерхолц; † 1749, погребана на 26 септември 1749 в Хоенлимбург), дъщеря на граф Георг Албрехт фон Изенбург-Бюдинген (1664 – 1724) и графиня Амалия Хенриета фон Сайн-Витгенщайн-Берлебург (1664 – 1733). Те имат децата:
- Фридерика Луиза (1729 – 1747)
- Фридрих Вилхелм (* 1730)
- Фридрих Ернст (ок. 1734 – 1735)
- Мориц Казимир II (1735 – 1805), граф на Бентхайм-Текленбург (1768 – 1805), женен на 2 септември 1761 г. за графиня Хелена Шарлота София фон Сайн-Витгенщайн-Берлебург (1739 – 1805), дъщеря на граф Лудвиг Франц фон Сайн-Витгенщайн-Берлебург-Лудвигсбург (1694 – 1750) и Хелена Емилия фон Золмс-Барут (1700 – 1750).

- Фердинанда Хенриета Доротея (1737 – 1779), омъжена на 16 октомври 1769 г. в Реда за граф Карл Ернст Казимир фон Липе-Бистерфелд (1735 – 1810), полковник във Вюртемберг, син на граф Фридрих Карл Август фон Липе-Бистерфелд (1706 – 1781) и Барбара Елеонора фон Золмс-Барут (1707 – 1744)
- Карл Филип (1746 – 1753)

Втори брак: на 2 юли 1750 г. с графиня Амалия Елизабет Сидония фон Бентхайм-Щайнфурт (* 25 април 1725, Щайнфурт; † 7 август 1782), внучка на Ернст фон Бентхайм-Щайнфурт (1661 – 1713), дъщеря на граф Фридрих Белгикус Карл фон Бентхайм-Щайнфурт (1703 – 1733) и Франциска Шарлота фон Липе-Детмолд (1704 – 1738), дъщеря на Фридрих Адолф фон Липе-Детмолд (1667 – 1718). Бракът е бездетен.